# Júpiter (F-11)
«Юпітер» (ісп. Júpiter (F-11)) - мінний загороджувач, пізніше фрегат однойменного типу ВМС Іспанії середини XX століття

## Істрія створення
Мінний загороджувач «Юпітер» був замовлений відповідно до закону від 27 березня 1934 року. Закладений 11 лютого 1935 року на верфі у Ферролі, Спущений на воду 14 вересня того ж року.
Через фінансові труднощі будівництво затягнулось, і у 1936 році, коли почалась громадянська війна в Іспанії, корабель все ще перебував на верфі Ферроля, де був захоплений франкістами.
Вступив у стрій 31 березня 1937 року.

## Істрія служби

### Громадянська війна
Оскільки франнкістам бракувало есмінців, «Юпітер» разом з «Вулкано» активно залучався до блокади узбережжя Біскайської затоки.
Він захопив декілька торгових суден, зокрема британські «Candleston Castle», «Dover Abbey», «Yorkbrook», французький «Cens».
У квітні та липні 1937 року він здійснив постановки мінних полів поблизу Сантандера і Хіхона.  У день Різдва, 25 грудня 1937 року  він обстріляв порт Бурріана, де перебував британський транспорт «Bramhill». У транспорт потрапило декілька снарядів, і він змушений був вирушити в Марсель для ремонту.
У 1938-1939 роках «Юпітер» здійснював блокадні місії у Середземному морі. Наприкінці війни «Юпітер» разом з допоміжним крейсером «Мар Негро» підтримував висадку піхотної дивізії в порту 
Маон на Менорці.

### Післявоєнна служба
Після закінчення війни, у 1940 році «Юпітер» здійснив секретну розвідувальну місію поблизу Гібралтару. На його борту перебували адмірал Канаріс і генерал Ланг. Метою місії було хібрати розвідувальну інформацію у рамках підготовки операції «Фелікс». 
У 1958-1961 роках у рамках угоди зі США «Юпітер» був модернізований та переобладнаний у протичовновий фрегат. На ньому було встановлене сучасне американське озброєння та радіоелектронне обладнання.
2 грудня 1971 року корабель був виключений зі складу флоту і зданий на злам.